# Huťský potok (přítok Radbuzy)
Huťský potok je vodní tok v Českém lese v okrese Domažlice v Plzeňském kraji, levostranný přítok Radbuzy.
Délka toku měří 7,9 km, plocha povodí činí 9,43 km².

## Průběh toku
Potok pramení necelé dva kilometry od státní hranice s Německem. Protéká zalesněnou pohraniční neobydlenou krajinou severním směrem. Pod zaniklou vesnicí Valdorf se směr toku mění na severovýchodní. Protéká osadou Karlova Huť, kde vysoko nad jeho levým břehem roste mohutný smrk, pojmenovaný Smrk na Karlově Huti. Za osadou již teče východním směrem k vesnici Smolov pod kterou již pokračuje k Radbuze, do které se zleva vlévá. Celý tok Huťského potoka protéká Chráněnou krajinnou oblastí Český les.